# Пітерський район
Пітерський район рос. Питерский район — муніципальне утворення в Саратовській області. Адміністративний центр району — село Пітерка. Населення району — 17 070 осіб.

## Географія
Розташований на півдні Лівобережжя, на окраїні Прикаспійської низовини в басейні річки Малий Узень. Клімат посушливий, різкоконтинентальний. Рельєф слаборозчленований, пейзажі одноманітні степові. Перетинає район річка Малий Узень, приток не має. В районі гостро стоїть проблема питного водопостачання.

## Історія
Район утворений 23 липня 1928 року в складі Пугачовського округу Нижньо-Волзького краю.
З 1934 року район в складі Саратовського краю, з 1936 року — в складі Саратовської області.

## Економіка
Район сільськогосподарський, виробляються зернові та продукція тваринництва. Промисловість пов'язана з переробкою сільськогосподарської продукції: хлібозавод.

## Пам'ятки
- Біля теперішнього села Малий Узень був полонений Омелян Пугачов (1774).
- Млин в районі села Моршанка.
- Стара церква в селі Малий Узень.